# Hendrik Huslij

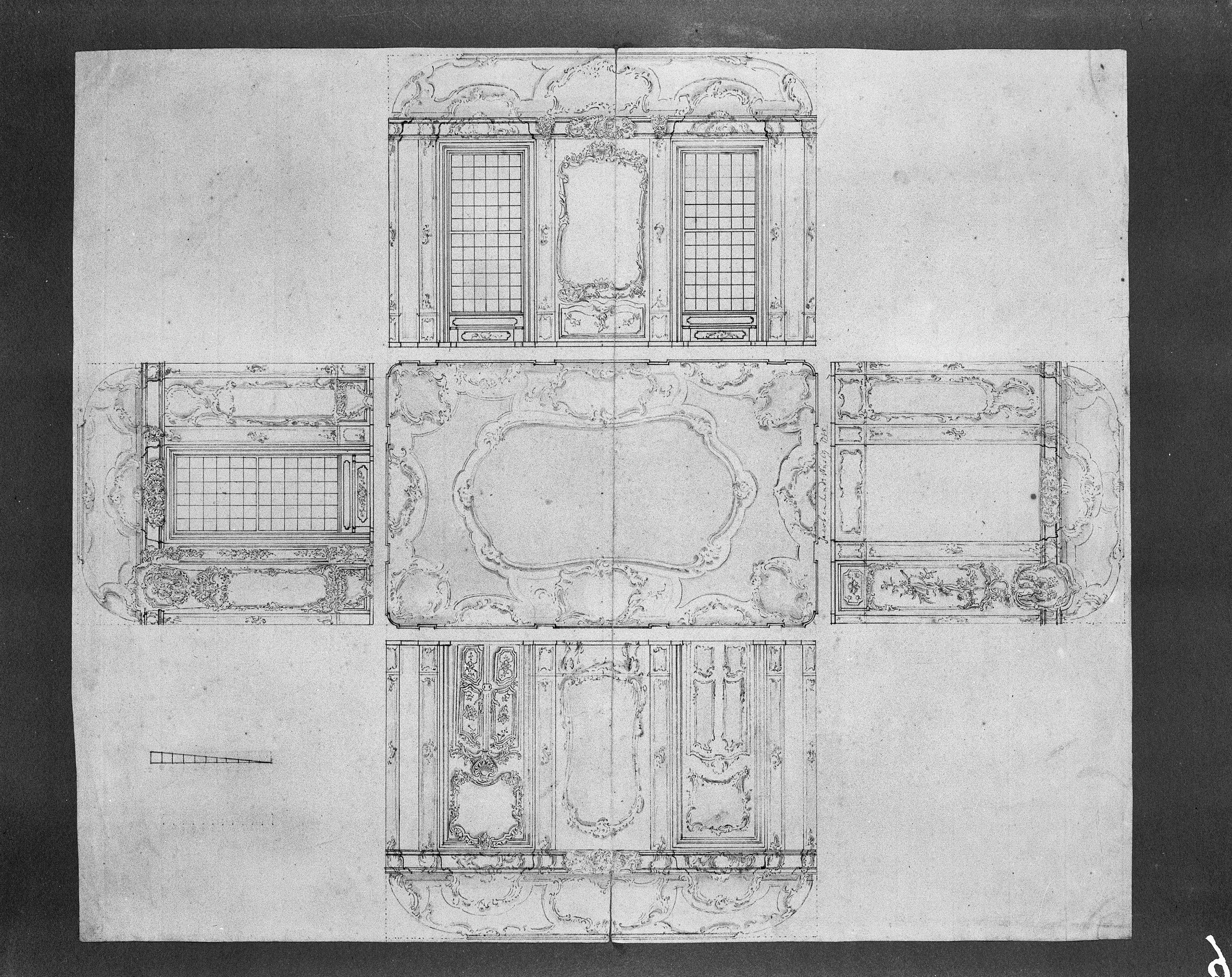
Ontwerp van Hendrik Huslij en Hans Jacob Huslij voor de decoratie van een vertrek uit 1746. Collectie J.Olie te Utrecht

Hendrik Huslij (ged. Doetinchem, 25 augustus 1706 - Amsterdam, 28 maart 1788) was een Nederlandse stucdecorateur, woonachtig en werkzaam in Amsterdam. Hij was de zoon van de stucadoor Jacob Hüsselijn (ook: Jacob Heusely) en de jongere broer van stucdecorateur Hans Jacob Huslij (1702-1776). Zijn zuster Anna Hendrica Huslij was de moeder van de bekende architect Jacob Otten Husly (1738-1796), die bij hem en zijn broer Hendrik in de leer zou gaan.
Samen met zijn broer Hans Jacob verzorgde hij in 1737-1742 het stucwerk in het Logement van Amsterdam in Den Haag. Uit (hoofdzakelijk) de jaren veertig zijn ruim twintig ontwerpen voor stucdecoraties voor Amsterdamse grachtenpanden van de hand van beide broers bewaard. In 1751 ontwerpen zij de stucdecoratie voor het huis Herengracht 310 voor Jan van Eeghen. 
Samen met zijn broer Hans Jacob en de Amsterdamse metselbaas Coenraad Hoeneker was hij betrokken bij de bouw van de door Jan van der Streng ontworpen Grote Kerk van Westzaan (1740-1741). Vroeger werd ook het ontwerp (ten onrechte) wel aan hen toegeschreven.
In 1757 vervaardigde hij het stucplafond boven de trap van het metselaarsgilde in de Waag op de Amsterdamse Nieuwmark.